# Eupithecia regulella
Eupithecia regulella är en fjärilsart som beskrevs av W. Warren 1907. Eupithecia regulella ingår i släktet Eupithecia och familjen mätare. Inga underarter finns listade i Catalogue of Life.